# Bellefontaine (Wogezy)
Bellefontaine – miejscowość i gmina we Francji, w regionie Grand Est, w departamencie Wogezy.
Według danych na rok 1990 gminę zamieszkiwało 917 osób, a gęstość zaludnienia wynosiła 23 osób/km² (wśród 2335 gmin Lotaryngii Bellefontaine plasuje się na 390. miejscu pod względem liczby ludności, natomiast pod względem powierzchni na miejscu 25.).